# STS-122
STS-122 (englisch Space Transportation System) ist die Missionsbezeichnung für einen Flug des US-amerikanischen Space Shuttles Atlantis (OV-104) der NASA. Es war die 121. Shuttle-Mission und der 29. Flug der Raumfähre Atlantis. Der 24. Flug eines Space Shuttles zur Internationalen Raumstation (ISS) fand vom 7. bis 20. Februar 2008 statt.

## Mannschaft

### Shuttle-Besatzung
- Stephen Frick (2. Raumflug), Kommandant
- Alan Poindexter (1. Raumflug), Pilot
- Stanley Love (1. Raumflug), Missionsspezialist
- Rex Walheim (2. Raumflug), Missionsspezialist
- Leland Melvin (1. Raumflug), Missionsspezialist
- Hans Schlegel (2. Raumflug), Missionsspezialist (ESA/Deutschland)

### ISS-Crew Hinflug
ISS-Expedition 16
- Léopold Eyharts (2. Raumflug), Bordingenieur (ESA/Frankreich)

### ISS-Crew Rückflug
ISS-Expedition 16
- Daniel Tani (2. Raumflug), Bordingenieur

## Missionsüberblick

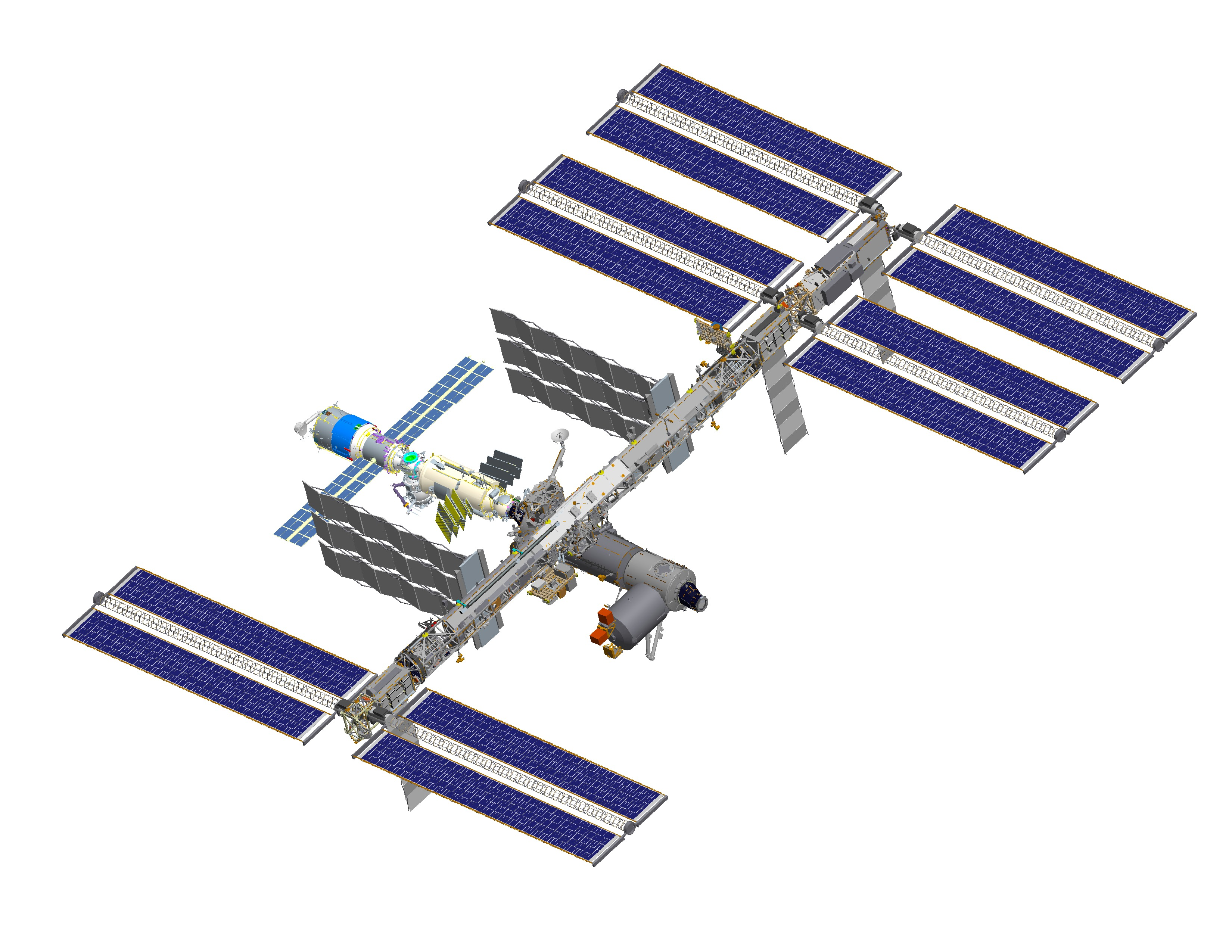
Konfiguration der ISS nach STS-122

STS-122 brachte mit Columbus den Hauptbeitrag der ESA zur Internationalen Raumstation. Mit dieser wurde das europäische Forschungsmodul während eines Weltraumausstiegs verbunden.
Außerdem wurde ein Stickstofftank ausgewechselt sowie Ausrüstungsteile und Verbrauchsgüter zur Station transportiert.

## Vorbereitungen

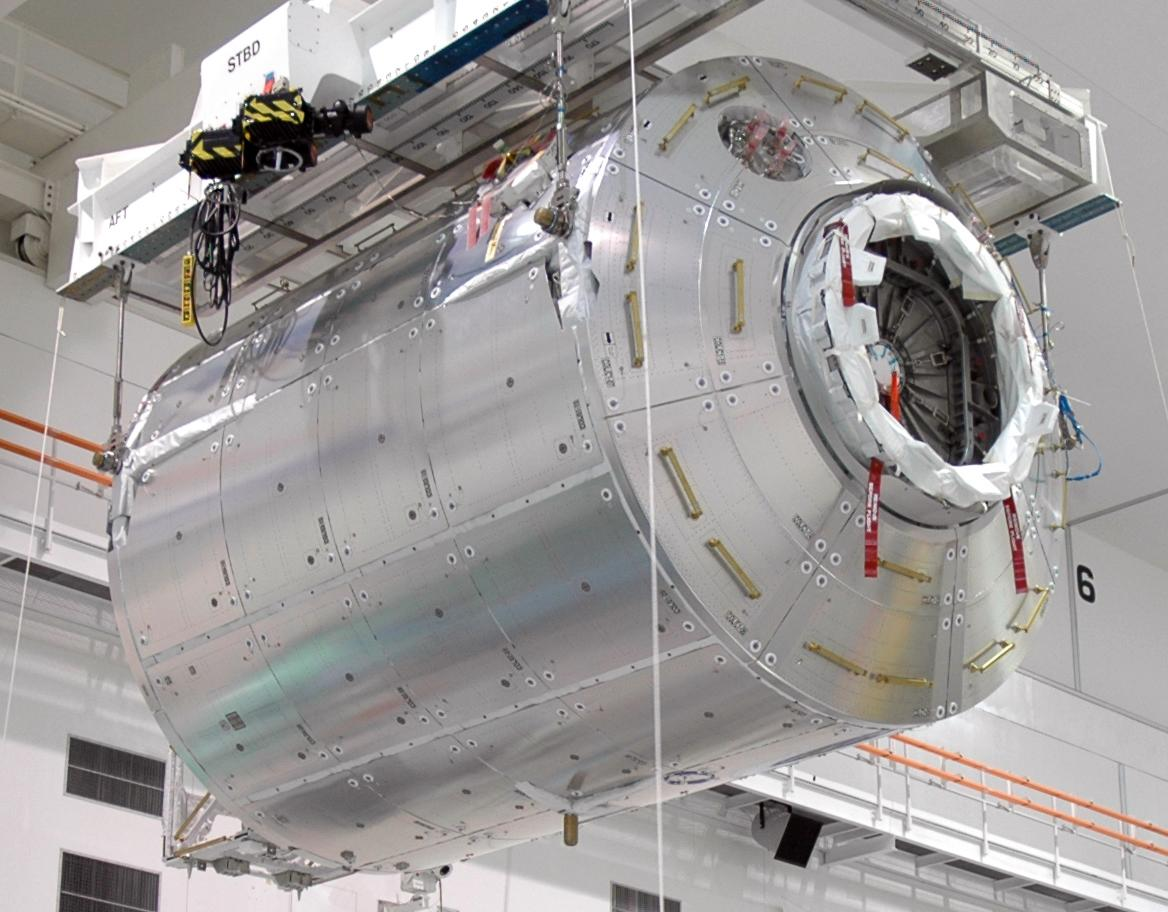
Columbus im KSC

Nach der Landung von STS-117 am 22. Juni 2007 auf der Edwards Air Force Base wurde die Atlantis zurück zum Kennedy Space Center (KSC) geflogen, wo sie am 3. Juli eintraf. Einen Tag später wurde die Raumfähre in die Orbiter Processing Facility (OPF) gefahren. Dort wurde sie auf ihren nächsten Einsatz vorbereitet.
Am 14. September traf der Außentank der Mission am KSC ein und wurde in das Vehicle Assembly Building (VAB) gebracht. Dort wurde er überprüft und für den Start vorbereitet.
Durch die Verzögerungen bei der vorherigen Mission (STS-120) war befürchtet worden, dass dies auch Auswirkungen auf STS-122 haben würde. Wegen Renovierungsarbeiten an den Toren des VAB stand lange Zeit nur eine Montagebucht zur Verfügung. Das hätte bedeutet, mit dem Startaufbau erst beginnen zu können, nachdem die Discovery das VAB verlassen hätte. Der Startzeitraum im Dezember betrug nur eine Woche. Die NASA beschleunigte deshalb die Arbeiten an den Toren, so dass am 20. September eine Startplattform für die Atlantis in das VAB fahren konnte und es so zu keinen Verzögerungen bei STS-122 kam.

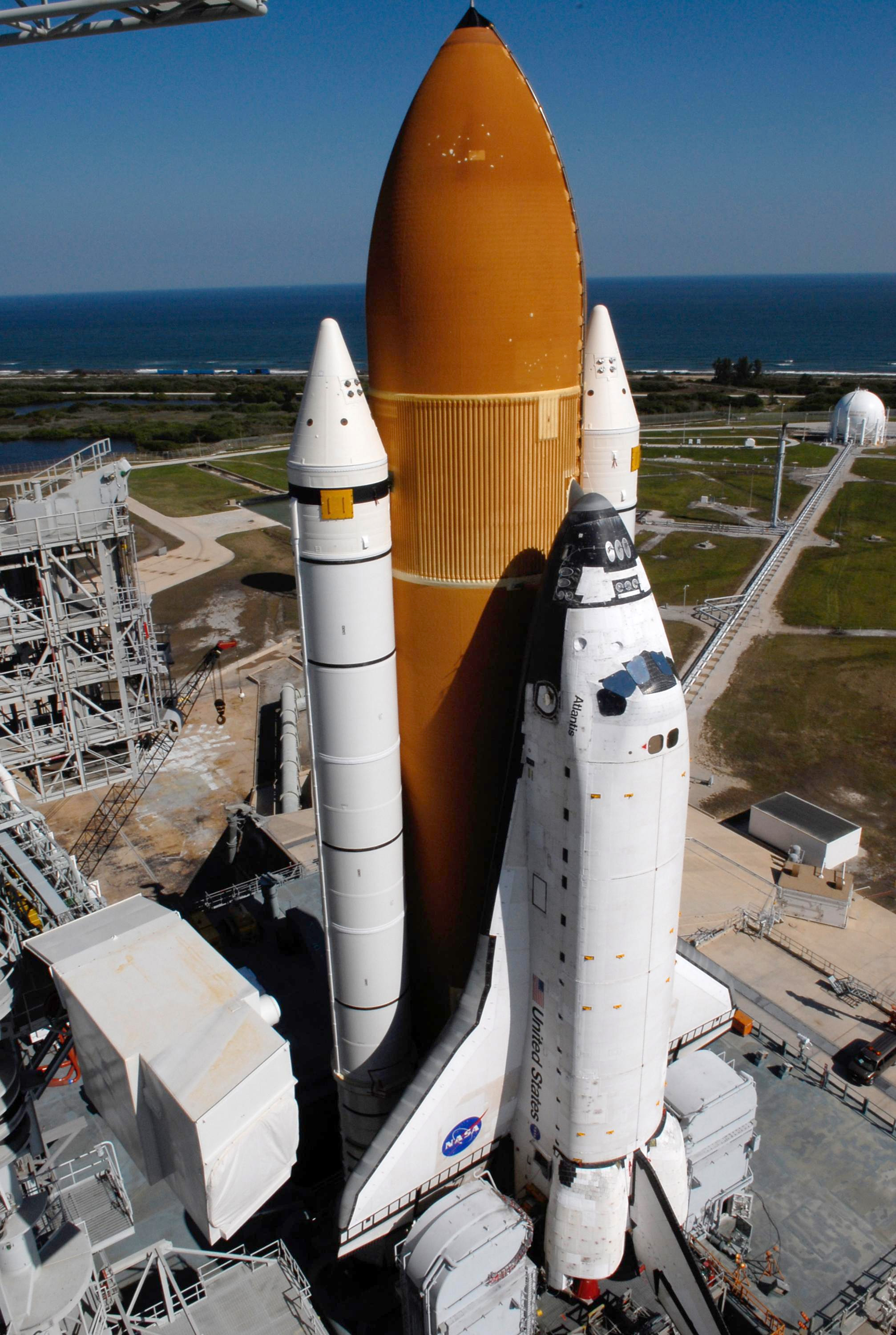
Atlantis auf der Startrampe

Der Aufbau der zwei Feststoffraketen begann am 26. September und war am 14. Oktober abgeschlossen. In dieser Zeit wurden auch die zuvor abmontierten Haupttriebwerke wieder in den Orbiter eingebaut. Der Außentank wurde am 19. Oktober mit den Boostern verbunden.
Der Transport der Atlantis von der OPF zum VAB fand am 3. November statt. Darin wurde der Orbiter mit dem Außentank und den Boostern verbunden. Eine Woche später, am 10. November, erfolgte der sechsstündige Rollout zur Startrampe 39A. Tags darauf wurde das Columbus-Modul,
das bereits am 7. November im Nutzlastcontainer zur Rampe transportiert worden war, in den Frachtraum der Atlantis verladen.
Am 19. und 20. November absolvierten die Astronauten den so genannten Terminal Countdown Demonstration Test. Diese TCDT-Übung spielte die letzten Stunden des Countdown durch, um der Mannschaft die Möglichkeit zu geben, sich mit den Abläufen vertraut zu machen. Der TCDT endete mit einem simulierten Startabbruch.
Die Flugbereitschaftsabnahme wurde am 30. November am KSC abgehalten. Dabei berieten die NASA-Verantwortlichen über die Startbereitschaft aller Systeme des Space Shuttles. Einstimmig erklärte das Gremium, dass STS-122 startbereit sei. Gleichzeitig wurde mit dem 6. Dezember das vorläufige Startdatum bestätigt.
Am 4. Dezember begann der Countdown für die Mission. Wenige Stunden zuvor war die Mannschaft am KSC eingetroffen.

### Sensorprobleme während der ersten Startversuche
Am 6. Dezember 2007 wurde der erste Startversuch unternommen. Das Befüllen des Außentanks begann gegen 12:00 UTC. Kurz danach wurde ein Problem mit den ECO-Sensoren (Engine CutOff sensor, Niedrigfüllstand-Abschaltsensoren) festgestellt. Zwei der vier Treibstoffsensoren funktionierten nicht. Der Startversuch wurde um 14:57 UTC abgebrochen, danach wurde der Außentank wieder entleert. Die NASA analysierte das Problem, das bei STS-114 und STS-115 bereits zu einer Verschiebung des Starts geführt hatte. Nach diesen Zwischenfällen wurden die Verkabelungen überarbeitet und man glaubte, das Problem sei gelöst. Zunächst wurde eine Verschiebung von 24 Stunden angekündigt (7. Dezember 2007 um 21:09 UTC). Später wurde der Start um zwei weitere Tage auf den 9. Dezember um 20:21 UTC verschoben. Allerdings wurden die Startvorschriften verschärft – es sollten alle vier ECO-Sensoren während des Countdown einwandfrei funktionieren.
Kurz nach Beginn des Betankens am 9. Dezember wies einer der ECO-Sensoren erneut eine Fehlfunktion auf. Deshalb wurde der Startversuch um 12:24 UTC abgesagt. Nach weiteren Untersuchungen wurde der Tank geleert. Später gab die NASA bekannt, dass der Start frühestens am 2. Januar 2008 erfolgen soll, um mehr Zeit zur näheren Untersuchung des Problems mit den ECO-Sensoren zu haben.
Die Crewmitglieder flogen am 10. Dezember zurück zum Johnson Space Center nach Houston, um weitere Trainingsstunden zu absolvieren und Weihnachten bei ihren Familien verbringen zu können. Nach Ansicht von Wayne Hale, Leiter des Shuttle Programms, besteht die Möglichkeit, dass kein Flug des Shuttle-Programms mit richtig funktionierenden ECO-Sensoren durchgeführt wurde.
Am 13. Dezember wurde der Start erneut um acht Tage auf den 10. Januar verschoben. Wayne Hale zufolge wollte man so den Technikern ermöglichen, etwas mehr Zeit mit ihren Familien zu verbringen.

### Betankungstest
Um dem merkwürdigen Verhalten der Sensoren auf die Spur zu kommen, führte die NASA am 18. Dezember einen Tanktest durch. Dazu wurde die Verkabelung der ECO-Sensoren zwischen dem Außentank und dem Orbiter mit zusätzlicher Diagnoseausrüstung verbunden. Die Auswertung der Daten von den Startversuchen am 6. und 9. Dezember hatte gezeigt, dass die Ursache nicht in den Sensoren selbst, sondern wahrscheinlich in den Kabelsträngen zu suchen ist, die vom Tank zu einer Elektronikeinheit im Heck der Fähre führen. Während der Betankung, bei der zwei Sensoren ausfielen, wurde der elektrische Widerstand in jedem Kabel genau gemessen. So konnte festgestellt werden, an welcher Stelle das Leitungssystem defekt war. Wayne Hale erklärte nach dem Test, dass die Ursache für die falschen ECO-Messfühleranzeigen tatsächlich in der Verkabelung liege. Durch die Betankung mit flüssigem Wasserstoff könne sich die Kabeldurchführung in der Außenwand des Tanks so verziehen, dass der elektronische Kontakt zwischen Kabelanschlüssen und Durchführung beeinträchtigt werden könne.
Vor den Weihnachtsfeiertagen wurde damit begonnen, Isolierschaum an der betreffenden Stelle am Tank zu entfernen. Am 27. Dezember gab die NASA bekannt, die Kabeldurchführung zu entfernen und zur weiteren Untersuchung zum Marshall Space Flight Center zu schicken. Weiterhin bereitete man ein Ersatzgerät zum Einbau vor, bei dem die Anschlüsse an der Außenwand direkt mit den Litzen des Kabels zur Bordelektronik verlötet wurden. Das weitere Vorgehen hänge von den Ergebnissen ab. Deshalb wurde vorerst kein neues Startdatum genannt. Am 3. Januar verkündete man, dass die neue Durchführung am 10. Januar eingebaut sein wird und mit einem Start frühestens am 24. Januar zu rechnen ist. Laut John Shannon, dem stellvertretenden Leiter des Shuttle-Programms, sei ein Starttermin in der ersten Februar-Woche wahrscheinlicher.
Die NASA teilte am 11. Januar mit, dass als neuer Starttermin der 7. Februar festgelegt wurde. Zuvor hatte Russland den Start des nächsten Progress-Frachters um zwei Tage auf den 5. Februar vorverlegt. Dadurch wurde erreicht, dass nicht zwei Raumschiffe gleichzeitig an der Raumstation ankommen.
Der Termin wurde am 30. Januar nach einem weiteren Flight Readiness Review bestätigt, jedoch beobachtete man ein weiteres Problem mit den Radiatoren. Eine Transferleitung zeigt anscheinend Altersschwächen, die untersucht wurden, jedoch konnte man das Problem beheben.

## Missionsverlauf

### Start
Kurz nachdem die Besatzung am 4. Februar am KSC ankam, begann der Countdown um 22:00 UTC. Aufgrund einer Schlechtwetterfront ging die NASA von einer Wahrscheinlichkeit von nur 30 Prozent aus, dass das Wetter am 7. Februar einen Start zulässt.
Am 7. Februar gegen 0:20 UTC wurde die RSS-Arbeitsplattform von der Atlantis weggeschwenkt. Später um 10:30 UTC begann die Befüllung des Außentankes. Danach wurden die ECO-Sensoren getestet, die einwandfrei funktionierten. Das Wetter bereitete den Teams weiterhin Sorge. So gab es in 13 Kilometer Entfernung zum Kennedy Space Center Regenschauer. Der Start konnte nur erlaubt werden, solange im Umkreis von 30 Kilometern kein Regen fällt. Auch die Bewölkung entsprach nicht den zulässigen Wetterkriterien. Später erhöhte sich die Startwahrscheinlichkeit jedoch auf 40 Prozent.

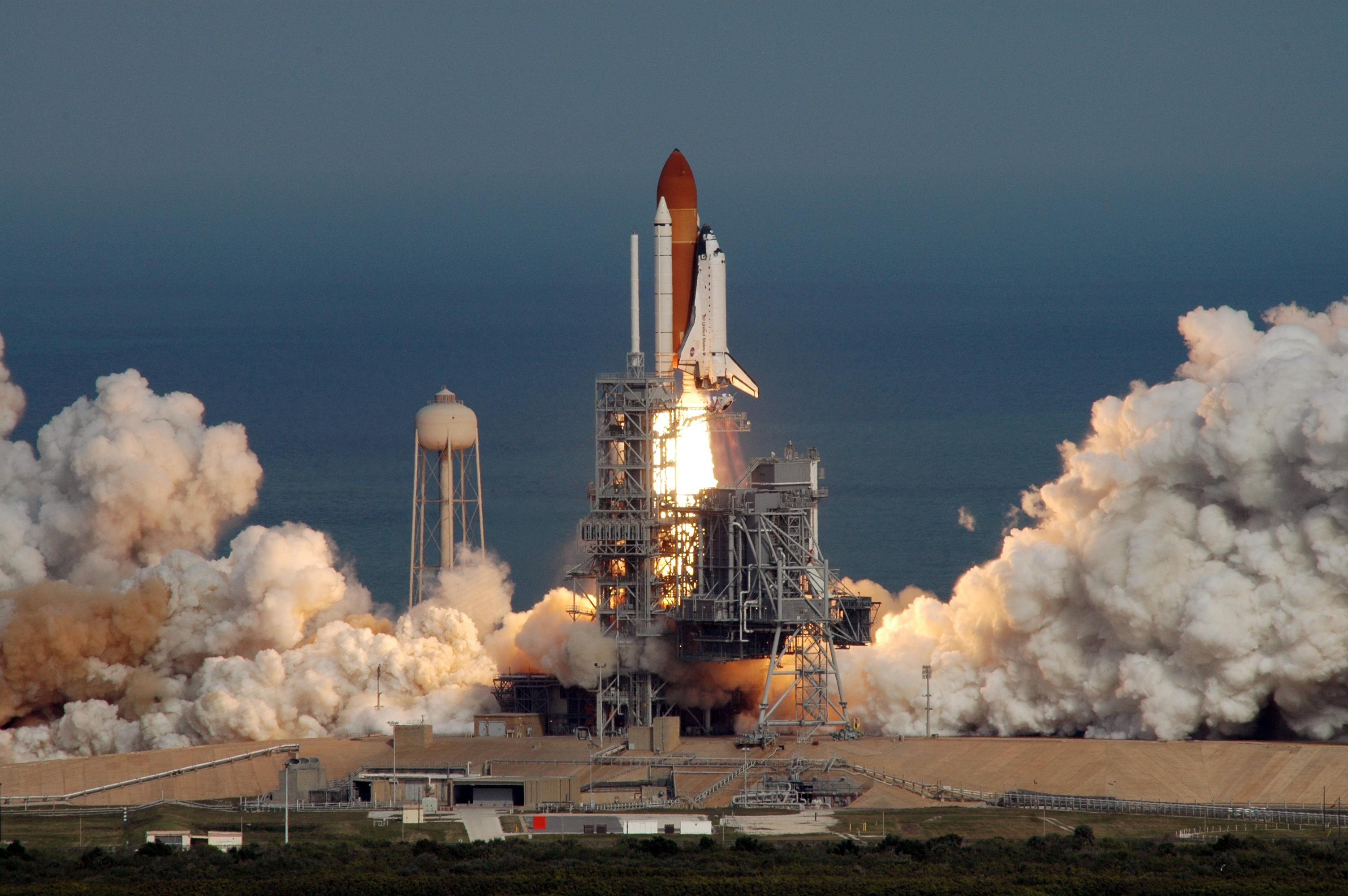
Start der Atlantis

Die Besatzung kam um 16:15 UTC an der Startrampe an. Danach verbesserte sich das Wetter zusehends und die Atlantis konnte um 19:45:30 UTC von der Startrampe 39A abheben, genau sieben Jahre nachdem das Shuttle mit STS-98 mit dem Destiny-Labormodul zur ISS gestartet war. Nachdem zwei Minuten nach dem Start die beiden Booster abgeworfen wurden, erfolgte um 19:54 UTC die Abschaltung der Haupttriebwerke und die Abtrennung des Außentankes.

### Inspektion und Kopplung
Am zweiten Flugtag (8. Februar) wurde der Hitzeschild mit dem Orbiter Boom Sensor System überprüft. Dieser wurde zuvor mit dem Roboterarm des Shuttles verbunden. Unter anderem wurden die Flügel und die Nase abgetastet. Weiterhin wurden Vorbereitungen für das Andocken an die Raumstation getroffen und die Ausrüstung für die Außenbordeinsätze überprüft.

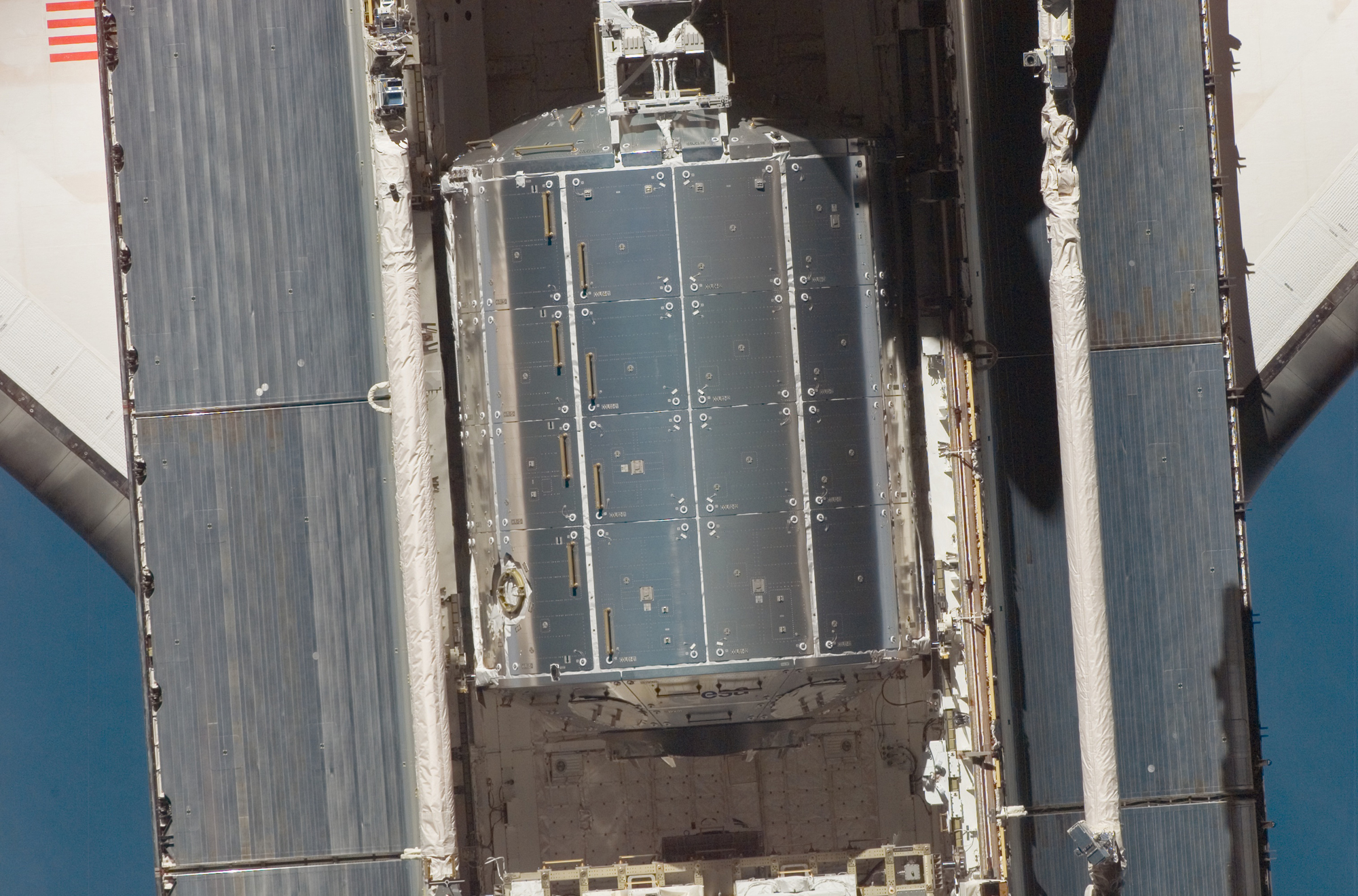
Columbus in der Ladebucht

Am dritten Flugtag (9. Februar) hatte die Atlantis die ISS erreicht. Vor dem Andocken führte die Atlantis das so genannte Rendezvous Pitch Maneuver aus. Diese vollständige Drehung über die Nickachse gab der ISS-Besatzung die Möglichkeit, den Hitzeschild des Orbiters zu fotografieren. Besonderes Augenmerk wurde auf die rechte OMS-Gondel gelegt, an der sich, ähnlich wie bei STS-117, eine Hitzeschutzmatte gelöst hatte.
Um 17:17 UTC erfolgte die Kopplung an die Raumstation. Es war das erste Mal, dass ein Shuttle am Harmony-Modul anlegte. Nach dem Druckausgleich wurden um 18:40 UTC die Luken zwischen ISS und Raumfähre geöffnet und die Besatzungen begrüßten sich. Danach wurden Ausrüstungsgegenstände für die drei EVAs in die Luftschleuse Quest gebracht.
Wenig später wurde bekannt, dass der erste Außenbordeinsatz (EVA) um einen Tag verschoben und von Stan Love statt Hans Schlegel zusammen mit Rex Walheim durchgeführt wird. Grund hierfür waren auffällige Körpermesswerte bei Hans Schlegel. Gleichzeitig mit der EVA-Verschiebung wurde die Atlantis-Mission um einen Tag verlängert. Der Austausch der Sojus-Sitze wurde vorgezogen, sodass Dan Tani ab diesem Zeitpunkt zu STS-122 gehörte und Léopold Eyharts zur Expedition 16.

### Arbeiten auf der ISS
Nach dem Weckruf am vierten Missionstag stellte sich heraus, dass bei Schlegel kein gesundheitliches Problem vorlag. Schlegel erhielt danach die Freigabe beim zweiten Außenbordeinsatz teilzunehmen. Nach der Verschiebung des Außenbordeinsatzes wurde der Flugtag (10. Februar) kurzfristig neu geplant. So wurden die Frachttransferarbeiten durchgeführt und eine genauere Inspektion der Hitzeschutzmatte angesetzt. Zudem wurden die Vorbereitungen für den Ausstieg, die am Vortag abgebrochen wurden, fortgesetzt. Am Abend begaben sich Rex Walheim und Stanley Love für einen „Campout“ in die Luftschleuse Quest.

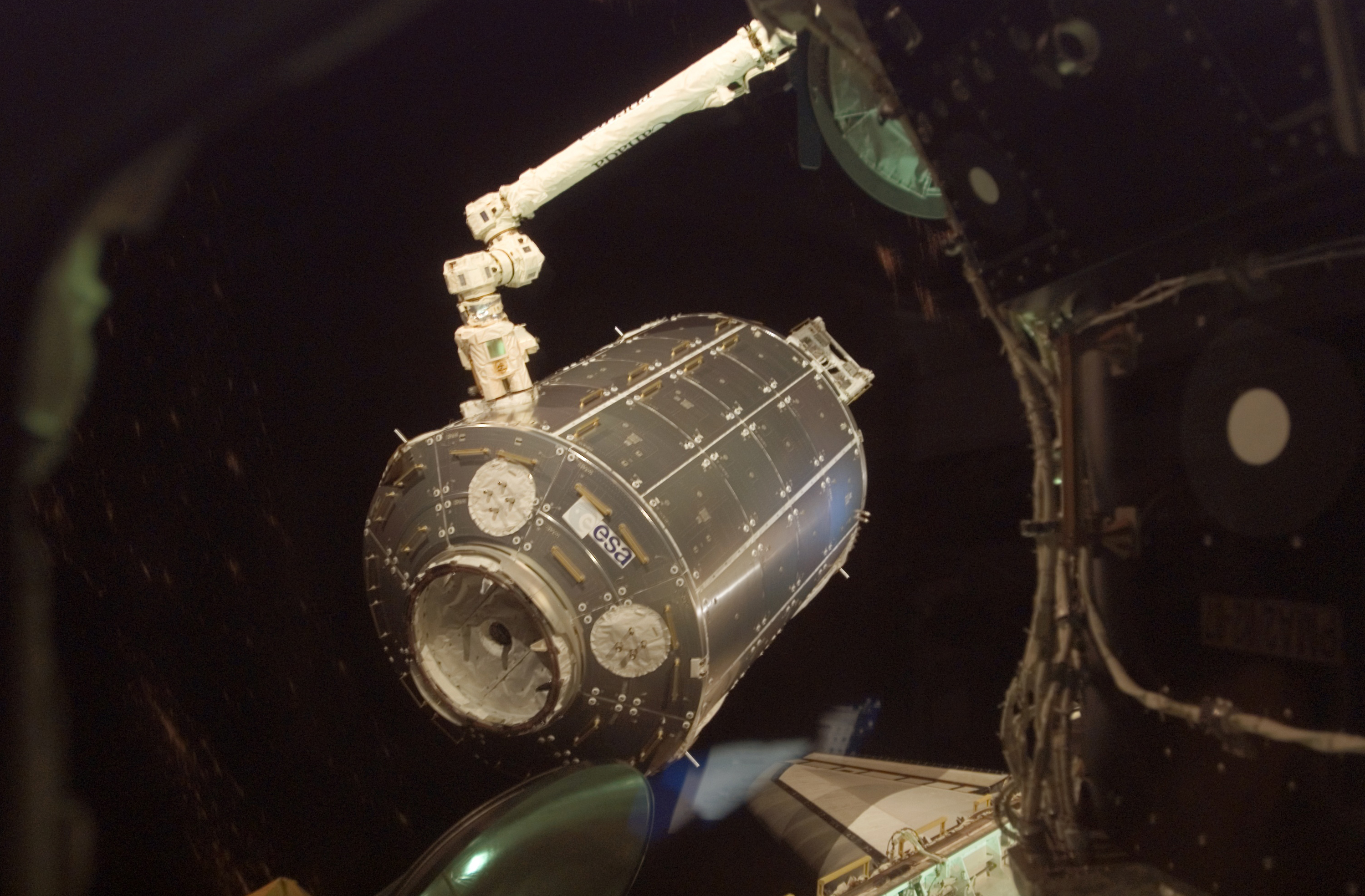
Columbus wird aus der Ladebucht des Orbiters gehievt

Am 11. Februar um 14:13 UTC begannen Rex Walheim und Stanley Love den für sechseinhalb Stunden geplanten ersten von drei Außenbordeinsätzen. Dabei wurde ein Kopplungsadapter an Columbus angebracht, um das Labor mit Hilfe des ISS-Roboterarms aus dem Laderaum der Fähre hieven zu können. Danach bereiteten sie den Stickstofftank auf seine Auswechselung bei der zweiten EVA vor. Gleichzeitig wurde Columbus aus der Ladebucht gehoben und vor dem Steuerbord-Andockstutzen an Harmony in Position gebracht. Dort wurde das Modul um 21:44 UTC von den beiden „Aussteigern“ montiert. Der Ausstieg endete nach sieben Stunden und 58 Minuten um 22:11 UTC.
Der 12. Februar diente hauptsächlich dem Innenaufbau von Columbus. Zunächst wurde ein Druckdichtigkeitstest durchgeführt, später um 14:08 UTC wurden die Luken zu Columbus geöffnet. Sofort danach wurde das Modul an den Stromkreis der Station angeschlossen, das Licht eingeschaltet und die Ventilation aktiviert. Auch fanden Transferaktivitäten, Vorbereitungen auf den nächsten Ausstieg und mehrere Interviews statt.

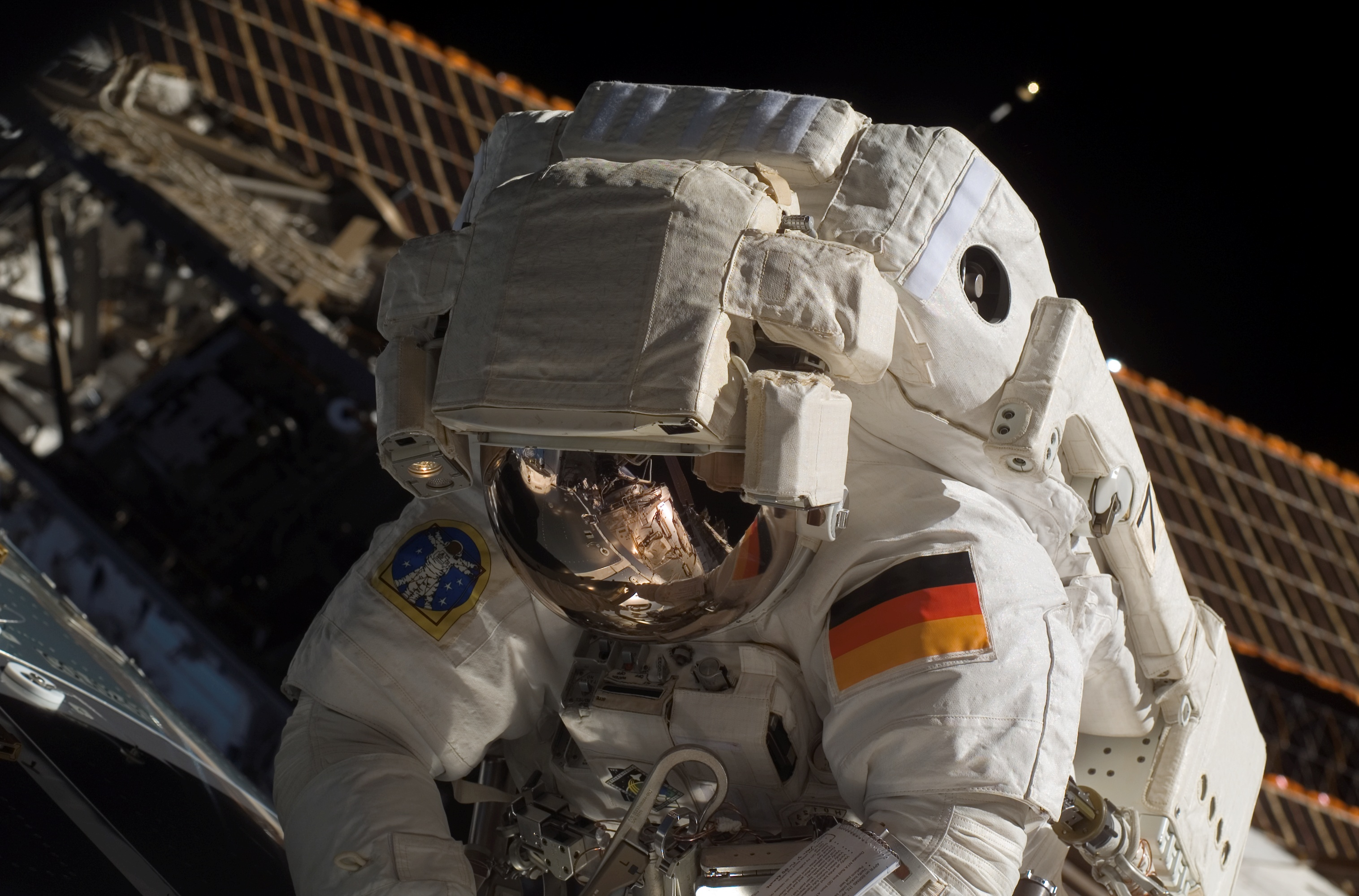
Schlegel arbeitet außerhalb der Raumstation

Der zweite Außenbordeinsatz begann am 13. Februar um 14:27 UTC. Ziel des von Walheim und Schlegel durchgeführten Ausstiegs war die Auswechslung des P1-Stickstofftanks, welcher zum Kühlsystem der Station gehört. Da diese Arbeiten sehr schnell erledigt wurden, konnten zwei weitere Aufgaben durchgeführt werden. So wurden Transporthalterungen an Columbus abgedeckt und der Trümmerschild an Destiny inspiziert. Dabei war Schlegel der zweite Deutsche nach Thomas Reiter der eine EVA durchführte. Der Ausstieg endete um 21:12 UTC nach sechs Stunden und 45 Minuten. Auch wurde die Mission nochmals um einen Tag verlängert.
Am 14. Februar wurden Vorbereitungen auf den dritten Weltraumausstieg am nächsten Tag getroffen. Es fanden weiter Frachttransferaufgaben statt. Außerdem telefonierten Bundeskanzlerin Angela Merkel, ESA-Generaldirektor Jean-Jacques Dordain und Thomas Reiter mit Hans Schlegel, Dan Tani, Peggy Whitson, Juri Malentschenko und Léopold Eyharts. Am Abend begaben sich Walheim und Love für einen Campout in die Luftschleuse Quest.
Beim dritten Außeneinsatz wurden am 15. Februar zwei externe Nutzlasten an Columbus angebracht. Die Astronauten Walheim und Love begannen ihren siebeneinhalbstündigen Einsatz um 13:07 UTC. Neben der Installation von Solar und EuTEF wurde der defekte CMG-Steuerkreisel (Control Moment Gyroscope) für die Rückkehr zur Erde in der Ladebucht der Atlantis verstaut. Der CMG war im Oktober 2006 ausgefallen und wurde während STS-118 im August 2007 durch ein Ersatzteil ausgetauscht. Danach untersuchten sie einen defekten Haltegriff an Quest, der vermutlich die Ursache für Beschädigungen an den Astronautenhandschuhen war. Der Ausstieg endete um 20:32 UTC.

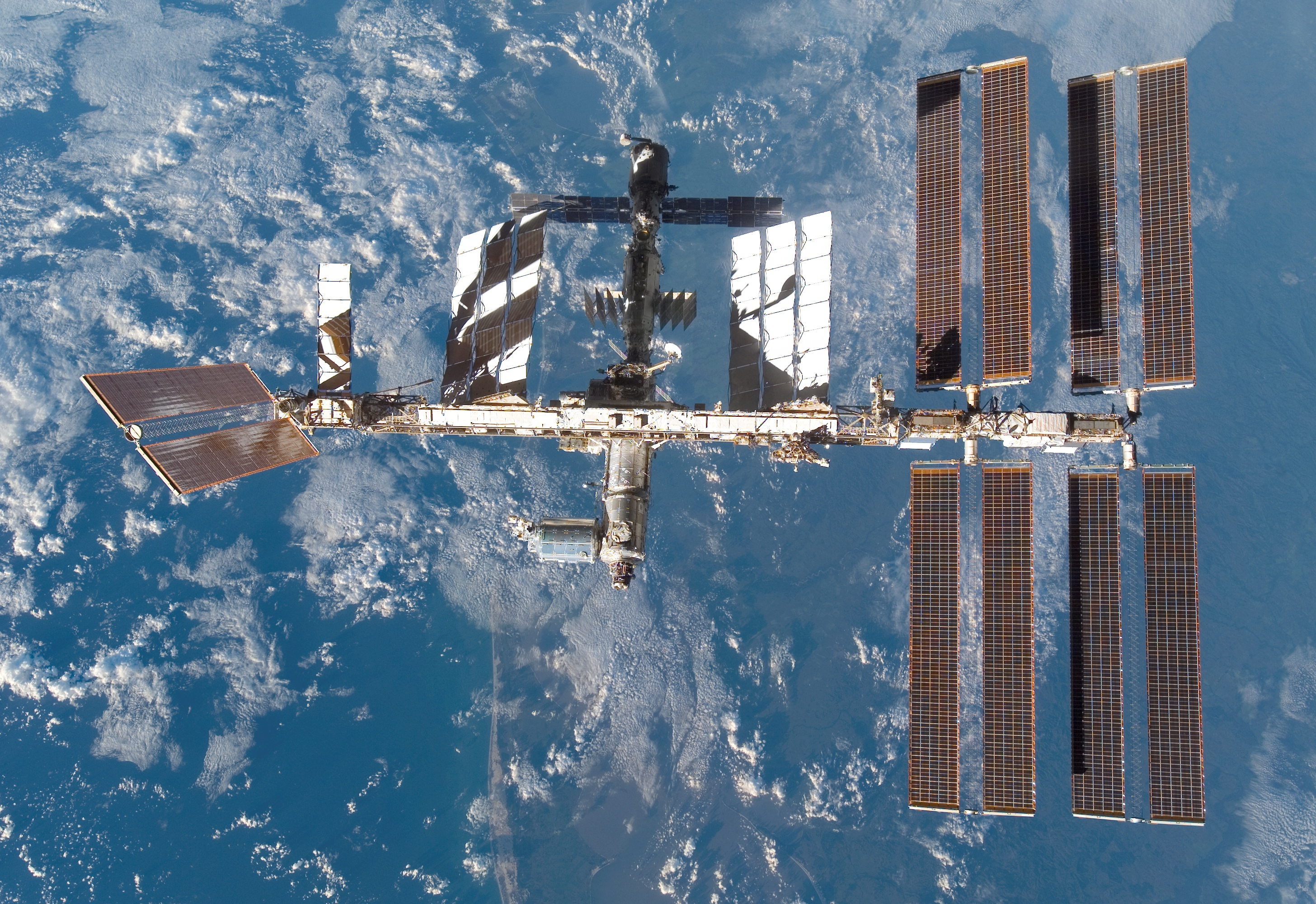
Die ISS nach dem Abdocken von Atlantis

Am 17. Februar fanden zunächst Frachttransfers statt. Danach verabschiedeten sich die beiden Besatzungen voneinander. Gegen 17:30 UTC wurden die Luken zwischen der Raumstation und Atlantis geschlossen.

### Rückkehr
Am 18. Februar um 9:24 UTC erfolgte die Trennung beider Raumfahrzeuge. Nach dem Abdocken umflog die Atlantis die ISS und machte Foto- und Videoaufnahmen der aktuellen Konfiguration. Im Laufe des Tages wurde noch einmal der Hitzeschild überprüft.

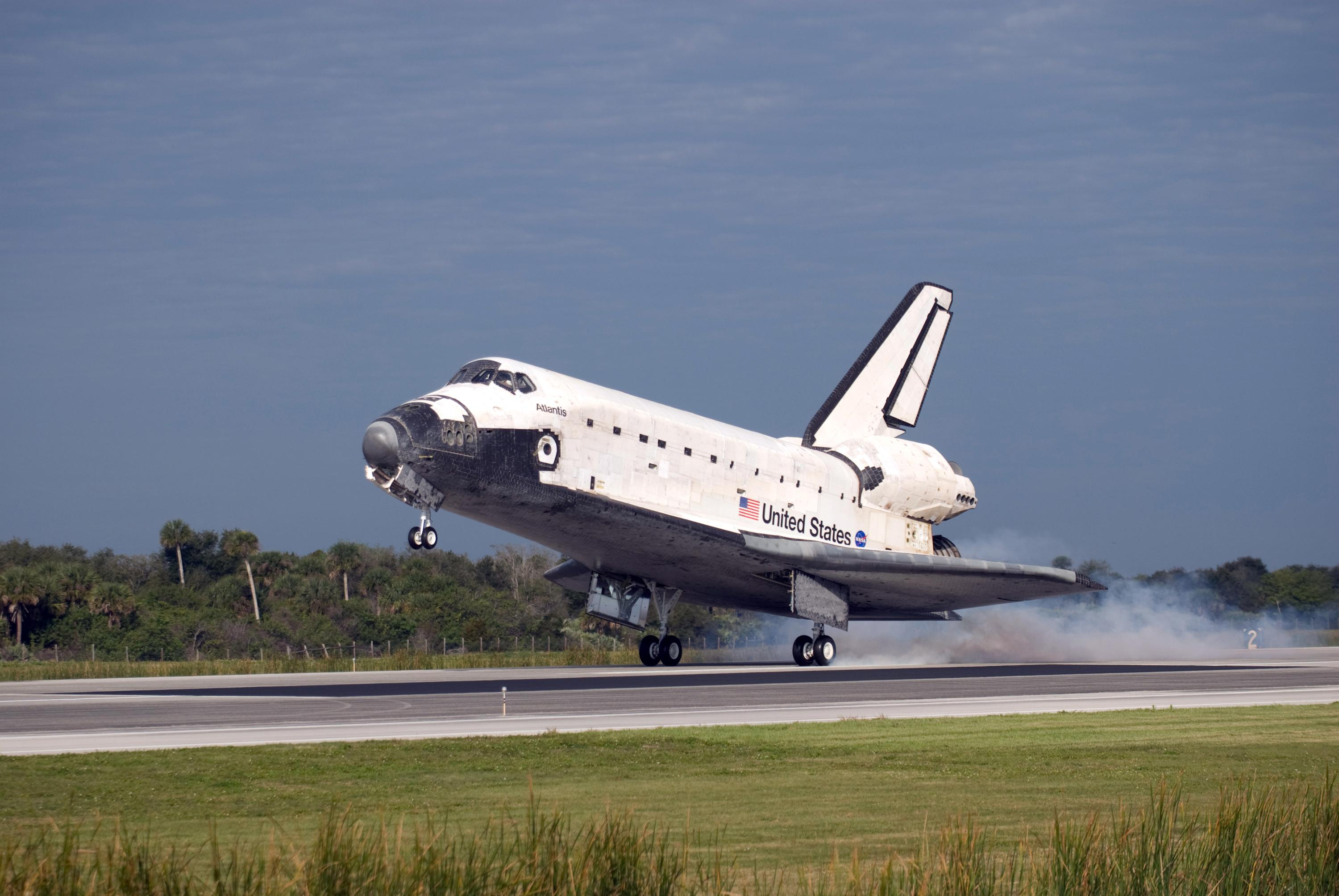
Landung der Atlantis

Am 20. Februar entschied die Flugleitung um 12:32 UTC, die erste der vier Landemöglichkeiten des Tages zu nutzen. Eine halbe Stunde später erfolgte die Bremszündung zum Verlassen der Erdumlaufbahn. Nach 202 Erdumkreisungen setzte die Raumfähre um 14:07:10 UTC mit dem Hauptfahrwerk auf Bahn 15 der Shuttle Landing Facility des KSC auf.
Nach dem Abkühlen des Orbiters und diversen Tests stieg die Besatzung rund 45 Minuten nach der Landung in einen Crewtransporter um, der vor die Luke gefahren war. Um 15:45 UTC verließ die Mannschaft diesen, um den äußeren Zustand der Raumfähre zu betrachten. Nur Bordingenieur Daniel Tani verblieb im Transporter, da er sich nach vier Monaten in der Schwerelosigkeit im Rahmen der ISS-Expedition 16 wieder an die Erdanziehung gewöhnen musste.
Einige Stunden später wurde die Atlantis in die Orbiter Processing Facility geschleppt, um sie auf die Hubble-Wartungsmission STS-125 vorzubereiten.